# Ijūin Gorō
Ijūin Gorō est un nom japonais traditionnel ; le nom de famille (ou le nom d'école), Ijūin, précède donc le prénom (ou le nom d'artiste).
Le baron Ijūin Gorō (伊集院 五郎) (29 septembre 1852 - 13 janvier 1921) est un maréchal de la marine impériale japonaise.

## Biographie
Fils d'un samouraï du domaine de Satsuma (actuelle préfecture de Kagoshima), Ijūin combat comme soldat à pied et samouraï durant la guerre de Boshin contre le shogunat Tokugawa.
Après la restauration de Meiji et l'établissement du nouveau gouvernement de Meiji, Ijūin se rend à Tokyo et entre dans la 4e promotion de l'académie navale impériale du Japon en 1871. Il sert comme cadet sur les vaisseaux de la nouvelle marine impériale japonaise et participe à l'expédition de Taïwan de 1874, à l'incident de Ganghwa en Corée en 1875, et à la répression de la rébellion de Satsuma en 1877.
Envoyé étudier en Angleterre en 1877, Ijūin entre au Royal Naval College (en) et est nommé sous-lieutenant le 27 novembre 1883. Promu lieutenant le 20 juin 1885, il retourne travailler à l'État-major de la marine impériale japonaise de 1886 à 1899. Il est promu capitaine de corvette le 16 octobre 1890 et reçoit une double promotion de capitaine le 7 décembre 1894. Durant la première guerre sino-japonaise, il sert comme officier d'État-major de la marine. Il devient un proche confident de l'amiral en chef Yamamoto Gonnohyōe, et est un important stratège et spécialiste de la technologie navale.
Promu contre-amiral le 26 septembre 1899, Ijūin est un fervent partisan de meilleures relations entre le Japon et le Royaume-Uni, et travaille à développer l'alliance anglo-japonaise de 1902. Il est promu vice-amiral le 5 septembre 1903. Comme ingénieur, il développe également la « fusée Ijūin » utilisant la nouvelle poudre Shimosa, qui est utilisée dans les obus de l'artillerie navale durant la guerre russo-japonaise de 1904-05.
Ijūin devient vice-chef de l'État-major de la marine durant la guerre russo-japonaise, puis assume le poste de commandant-en-chef de la 2e flotte, de la 1re flotte, de la flotte combinée, et est chef de l'État-major de la marine impériale japonaise de 1909 à 1914.
En tant que commandant de la flotte combinée, Ijūin acquiert la réputation d'être fanatique de l'entraînement, et les marins créent une chanson populaire sur cela, Lundi-Lundi, Mardi, Mercredi, Jeudi, Vendredi-Vendredi (月月火水木金金, Getsu Getsu Ka Sui Moku Kin Kin).
Ijūin reçoit le titre de baron (danshaku) en 1907 selon le système de noblesse kazoku, devient amiral le 1er décembre 1910 puis maréchal le 26 mai 1915, bien qu'il n'ait jamais commandé de navire.
Sa tombe se trouve au cimetière d'Aoyama à Tokyo. Son fils, l'amiral Matsuji Ijūin, est également officier naval et périt durant la Seconde Guerre mondiale à la bataille de Saipan en 1944.